# Innocent Grey
Innocent Grey（イノセントグレイ）は有限会社グングニルの美少女ゲームブランド。サブブランドに「Noesis」（ノエシス）がある。2004年に株式会社ミスリルから分社化の形で設立された。
本ブランドは、九頭龍に所属していた杉菜水姫が独立する形で設立された。
ブランド名について杉菜は、「Innocent Greyというのは直訳すると純粋な灰色という意味なのですが、黒でも白でもないというところから、ダークな黒いゲームも明るい白いゲームも作れるブランドになりたい、と言う意味を込めてこの名前にしました。 」とgalge.comとのインタビューの中で説明している。
2021年7月、東京都中野区から山梨県甲斐市に事務所を移転した。

## 特徴
Innocent Greyの作品のうち『FLOWERS』以外の多くの作品は、昭和を舞台としたミステリ作品であるこのことについて杉菜は、「子どもの時から横溝正史などのミステリ小説を読んでいるうちに魅了されてきたことと、他のブランドでミステリを扱うとことは少なかったためである」としており、萌え要素は不要であるともしている。
また、デビュー作『カルタグラ 〜ツキ狂イノ病〜』、『殻ノ少女』シリーズや『FLOWERS』など、百合要素を含んだ作品も存在する。

## 作品一覧

### Innocent Grey
- 2005年4月28日 - カルタグラ 〜ツキ狂イノ病〜
- 2006年8月25日 - MEMORIE（『カルタグラ 〜ツキ狂イノ病〜』とゲームブランド「九頭龍」から発売された『英才狂育』のセット）
- 2006年9月29日 - PP-ピアニッシモ-〈操リ人形ノ輪舞〉
- 2007年4月6日 - 和み匣 Innocent Greyファンディスク（『カルタグラ 〜ツキ狂イノ病〜』および『PP-ピアニッシモ-〈操リ人形ノ輪舞〉』のファンディスク）
- 2008年7月4日 - 殻ノ少女
- 2009年12月11日 - クロウカシス 七憑キノ贄
- 2010年12月3日 - パラノイア Innocent Grey premium box（『カルタグラ 〜ツキ狂イノ病〜』から『殻ノ少女』までの4作品を収録した5周年記念ボックス[6]）
- 2013年2月8日 - 虚ノ少女
- 2014年4月18日 - FLOWERS春篇 (※全年齢対応)
- 2015年4月17日 - FLOWERS夏篇 (※全年齢対応)
- 2016年5月27日 -FLOWERS秋篇 (※全年齢対応)
- 2017年9月15日 - FLOWERS冬篇 (※全年齢対応)
- 2019年12月20日 - 殻ノ少女《FULL VOICE HD SIZE EDITION》
- 2020年8月28日 - 虚ノ少女《NEW CAST REMASTER EDITION》[7]
- 2020年12月25日 - 天ノ少女《PREMIUM EDITION》[8]
- 2023年4月28日 - カルタグラ 〜ツキ狂イノ病〜《REBIRTH FHD SIZE EDITION》[9]

### Noesis
低価格ブランド。販売はMASTERUPが担当している。珈琲貴族退社に伴い、制作活動を休止。
- 2007年8月3日 - 放課後の先パイ
- 2008年10月10日 - マーブル★ブルマ
- 2009年4月3日 - フリフレ
  - 2011年12月22日 - フリフレ2
- 2011年5月20日 - CURE GIRL
- 2013年8月30日 - ラブesエム
- 2014年8月8日 - 雨恋

## 主なスタッフ
プロデューサー
- 杉本晃志郎（クロウカシス 七憑キノ贄までの作品）

監督
- 杉菜水姫

原画
- 杉菜水姫

シナリオ
- 飯田和彦
- 鈴鹿美弥
- 永遠月心悟
- 志水はつみ

音楽
- Little Wing

ムービー制作
- 癸乙夜（Mju:Z）

プログラム
- 公魚

グラフィック
- とよ
- 吉宗
- 翡翠

### 元スタッフ
- Simo氏（現：下越）
- 珈琲貴族 (2014年退社)